# Eudendrium exiguum
Eudendrium exiguum är en nässeldjursart som beskrevs av George James Allman 1877. Eudendrium exiguum ingår i släktet Eudendrium och familjen Eudendriidae. Inga underarter finns listade i Catalogue of Life.